# Totainville
Totainville là một xã ở tỉnh Vosges, vùng Grand Est, Pháp. Xã này có diện tích 5 km² dân số năm 1999 là 90người. Xã này nằm ở khu vực có độ cao từ 324–356 m trên mực nước biển. 
Người dân địa phương danh xưng tiếng Pháp là Totainvillois.

## Biến động dân số
| 1962                                         | 1968 | 1975 | 1982 | 1990 | 1999 |
| -------------------------------------------- | ---- | ---- | ---- | ---- | ---- |
| 94                                           | 112  | 121  | 104  | 89   | 90   |
| Số liệu từ năm 1962: Dân số không tính trùng |      |      |      |      |      |